# Тимбиша
Тимбише (или Тимбиша Шошони, Панаминт Шошони, Косо) су северноамерички староседеоци који припадају јутоастечкој породици народа. Тимбишански језик припада централнонумичкој подгрупи јуто-астечких језика. Њихова традиционална територија је Долина Смрти у којој су присутни више од хиљаду година. 

## Историја
Тимбише су живеле у Долини Смрти више од хиљаду година. Амерички председник Херберт Хувер је 1933. прогласио Национални парк Долина Смрти, а земља Тимбиша се нашла у оквиру парка. Након стварања националног парка било је предвиђено да Тимбише буду пресељене у оближње резервате, међутим власти парка су 1938. склопиле споразум са вођама Тимбиша којим је било предвиђена изградња индијанског села за припаднике народа у близини седишта управе парка у Ф`рнис Крику. Након тога опстајали су у оквиру граница парка, иако су власти парка у више наврата покушавале то да промене. Поред Долине Смрти, Тимбише су насељавале и долину Салин (Слану Долину), која се налази у области Великог басена, као и долину Панаминт на северу пустиње Мохаве у данашњој југоисточној Калифорнији.

### Федерално признање народа
Уз помоћ калифорнијске индијанске правне службе, Тимбише које су предводиле Полин Естевез и Барбара Дурам започеле су агитацију за формално стварање резервата током 1960-их. Племе Тимбиша Шошони је добило федерално признање 1982. Званично су признати под именом „Тимбиша Шошони Долине смрти Калифорније”. 

### Резервати

#### Тимбиша резерват
Резерват Тимбиша, „Индијанско насеље Долине Смрти” је створен 1982. Налази се у оквиру Националног парка Долина Смрти у Ф`рнис Крику у држави Калифорнији. Површина резерват је 1990. била 0,16 km² и у њему је живело 199 Тимбиша.
Површина резервата је увећана 2000. за 30 km², територије која им је традиционално припадала.
Тренутан број Тимбиша је 300, од којих обично 50 живи у „Индијанском насељу Долине Смрти”. Многе Тимбише лета проводе у резервату Лоун Пајн, који се налази западно од Долине Смрти, у долини Овенс у држави Калифорнији.

#### Остали резервати
Остали резервати на којима се могу наћи Тимбише (Тимбиша Шошони) су:
- Биг Пајн
- Бишоп
- Лоун Пајн

Ови резервати су првобитно били резервати Источних Моноа (Овенс Вали Пајута), али су касније на њих насељене и Тимбише (Тимбиша Шошони).

## Име
Имена под којим су Тимбише били познати су: Калифорнијски Шошони, Шошони Долине Смрти, Панаминт Шошони, Косо или једноставно Панаминт.